# Промені Чучхе

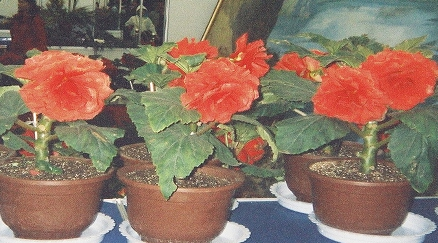
Квітка кімченірія

 Молодіжний революційно-патріотичний союз «Промені Чучхе» — молодіжна організація, що у 1988 році виникла в середовищі Української студентської спілки, як група, що пародіювала та доводила до абсурду комуністичні погляди. У часи горбачовської перебудови група київських студентів проголосили себе послідовниками вчення чучхе, офіційної ідеології КНДР під керівництвом Кім Ір Сена, та висунула лозунг перебудови СРСР за північнокорейським зразком.
«Промені Чучхе» вважаються першою в Радянському Союзі партією пародійного або помаранчевого типу. «Помаранчевими» часто називають організації, що відверто пародіюють діяльність політичних партій і рухів. Переймаючи зовнішні ознаки політичних партій, вони разом з тим ставлять відверто безглузді й абсурдні цілі як програмні.
«Промені Чучхе» проводили велику кількість акцій такі як символічне закопування книг М.Горбачова, хороводи навколо пам'ятника В. Леніну, виклики на ідеологічні двобої редакторів «недостатньо комуністичних» газет та багато інших. Серед найпримітніших акцій — урочиста церемонія покладання до червоного прапора в Київській міськради «революційної квітки Кімченірхви» (названої на честь Кім Чен Іра й обов'язкового до вирощування в кожної північнокорейській родині). Обстріл за допомогою петард з меморіальної арсенальської гармати Верховної Ради, що продалась буржуазним націоналістам. Привітання початку роботи одного з останніх «радянських» з'їздів КПУ. «Чучхейці» закидували серпантином та конфеті делегатів та зустрічали їх величезним плакатом: «Рішення з'їзду схвалюємо й вітаємо!»
«Промені чучхе» видавали офіційний друкований орган організації газету «Закал».
Схожого стилю притримувалися дописувачі спільноти Фофуддя та видавці газети «Путь Путінізма».